# Čaroban
Čaroban é uma canção da cantora Nina. Ela representou a Sérvia no Festival Eurovisão da Canção 2011 na primeira semi-final, terminando em 8º lugar com 67 pontos, conseguindo passar á final e classificando-se em 14º lugar com 85 pontos na final.